# Hradisko (Litenčická pahorkatina)
Der Hradisko ist mit 518 Metern die höchste Erhebung der Litenčická pahorkatina, Tschechien. Er liegt zwei Kilometer nördlich von Chvalkovice.

## Geographie
Der Hradisko befindet sich am Südrand eines ausgedehnten Waldgebietes.
Umliegende Erhebungen sind die Lopata (429 m) im Norden, der Lichov (381 m) im Südosten, die Stará hora im Südwesten und der Klín (448 m) im Nordwesten. Am Fuße des Berges liegen die Ortschaften Kozojedsko, Nítkovice, Nemochovice, Chvalkovice, Nové Hvězdlice und Zdravá Voda. Am Nordhang entspringen die Bäche Hvězdlička und Švábský potok.
Auf dem bewaldeten Gipfel befinden sich ein Sendeturm der České Radiokomunikace, ein Umsetzer, eine kleine Kapelle und ein Rastplatz. Vom unbewaldeten Südhang bietet sich eine weite Aussicht bis zu den Pollauer Bergen, Hodonín und der Burg Buchlov.
Der Hradisko besteht aus Flysch und Löß.